# Monthou-sur-Cher
Monthou-sur-Cher est une commune française située dans le département de Loir-et-Cher, en région Centre-Val de Loire.
Une présence humaine à Monthou-sur-cher est certaine depuis au moins le Ier siècle puisqu'au au lieu-dit le Moulin du Ru, en rive droite du Cher et dans la partie sud de la commune, en limite de Thésée, se trouve une partie de l'agglomération antique de Tasciaca.
Le patrimoine architectural de la commune comprend deux bâtiments portés à l'inventaire des monuments historiques : le château du Gué-Péan, classé en 1980, et l'église Saint-Cyr de Monthou-sur-Cher, inscrite en 1926.

## Géographie

### Localisation et communes limitrophes
La commune de Monthou-sur-Cher se trouve au sud-ouest du département de Loir-et-Cher, dans la petite région agricole des Plateaux bocagers de la Touraine méridionale,. À vol d'oiseau, elle se situe à 27,2 km  de Blois, préfecture du département, à 34,1 km de Romorantin-Lanthenay, sous-préfecture, et à 8,2 km de Montrichard Val de Cher, chef-lieu du canton de Montrichard dont dépend la commune depuis 2015. La commune fait en outre partie du bassin de vie de Montrichard.
Les communes les plus proches sont : Thésée (2,3 km), Pouillé (3,2 km), Angé (4,1 km), Thenay (4,8 km), Choussy (5 km), Bourré (5 km), Pontlevoy (5,8 km), Mareuil-sur-Cher (6,4 km), et Saint-Julien-de-Chédon (6,8 km).

### Paysages et relief
Dans le cadre de la Convention européenne du paysage, adoptée le 20 octobre 2000 et entrée en vigueur en France le 1er juillet 2006, un atlas des paysages de Loir-et-Cher a été élaboré en 2010 par le CAUE de Loir-et-Cher, en collaboration avec la DIREN Centre (devenue DREAL en 2011), partenaire financier. Les paysages du département s'organisent ainsi en huit grands ensembles et 25 unités de paysage,. La commune fait partie de l'unité de paysage du « Cher urbanisé de Montrichard », au sein de l'ensemble de « la vallée du Cher ».
Autour de Montrichard Val de Cher, la vallée du  Cher présente un fond relativement plat et régulier, ondulant légèrement en vis-à-vis de la ville. La rivière s'écoule lentement, formant quelques îles comme l'Île Picard ou l'Île de la Salle, toujours verdoyantes. Les berges restent assez difficiles à longer bien que quelques chemins donnent accès au bord de l'eau.
L'altitude du territoire communal varie de 61 mètres à 135 mètres,.

### Hydrographie

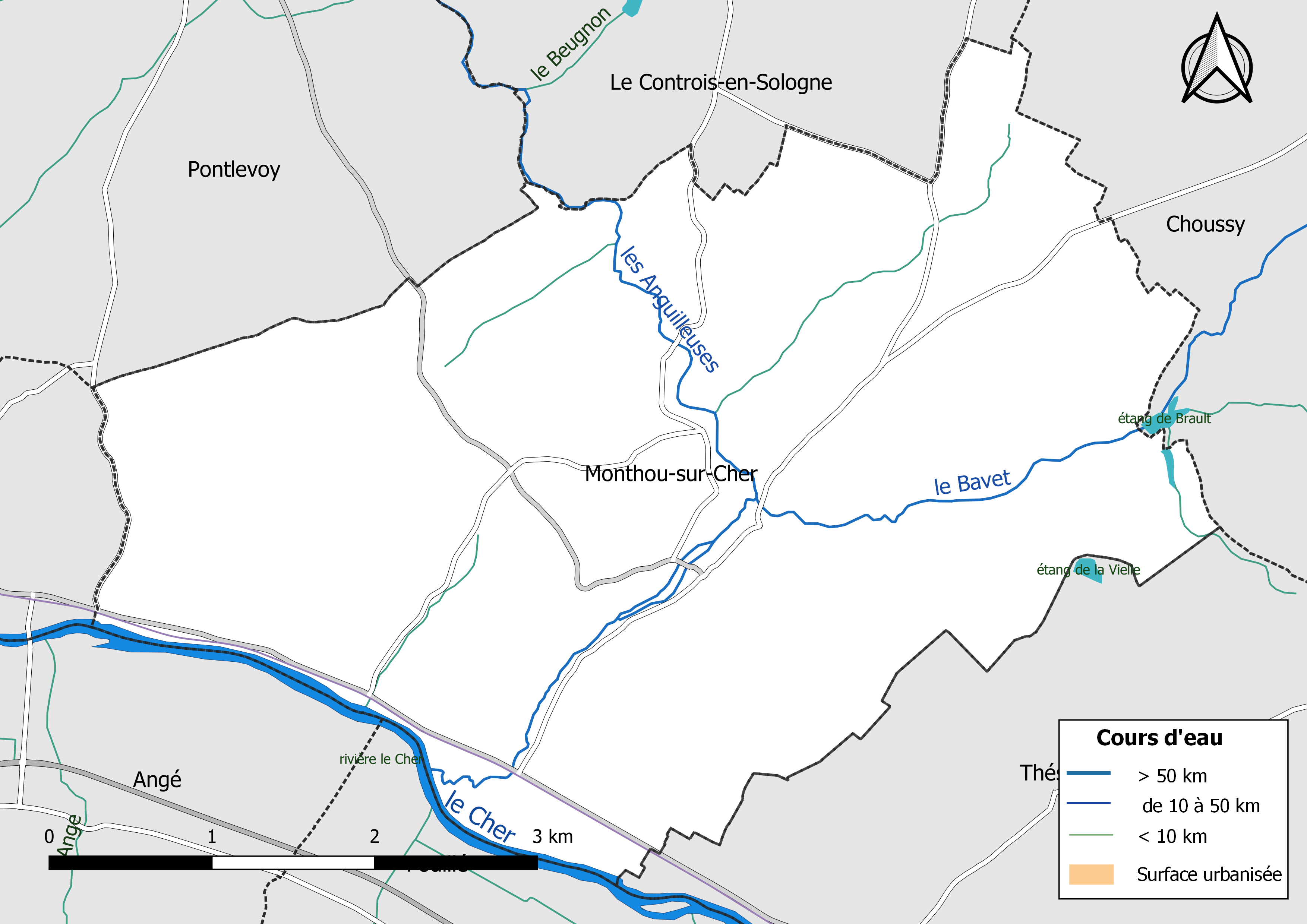
Réseau hydrographique de Monthou-sur-Cher.

La commune est drainée par le Cher (1,211 km), le Bavet (5,846 km),  les Anguilleuses (2,687 km) et par divers petits cours d'eau, constituant un réseau hydrographique de 16,73 km de longueur totale.
Le Cher, d'une longueur totale de 365,5 km, prend sa source dans la commune de Mérinchal (Creuse) et se jette  dans la Loire à Cinq-Mars-la-Pile (Indre-et-Loire), après avoir traversé 117 communes.
Le Bavet, d'une longueur totale de 11,4 km, prend sa source dans la commune d'Oisly et se jette  dans le Cher à Monthou-sur-Cher, après avoir traversé 4 communes.
les Anguilleuses traverse la commune d'ouest en est. D'une longueur totale de 11,7 km, il prend sa source dans la commune de Pontlevoy (Loir-et-Cher) et se jette  dans le Bavet à Monthou-sur-Cher (Loir-et-Cher), après avoir traversé 3 communes.
Sur le plan piscicole, ces cours d'eau sont classés en deuxième catégorie, où le peuplement piscicole dominant est constitué de poissons blancs (cyprinidés) et de carnassiers (brochet, sandre et perche).

### Climat
Pour des articles plus généraux, voir Climat du Centre-Val de Loire et Climat de Loir-et-Cher.
En 2010, le climat de la commune est de type climat océanique dégradé des plaines du Centre et du Nord, selon une étude du CNRS s'appuyant sur une série de données couvrant la période 1971-2000. En 2020, Météo-France publie une typologie des climats de la France métropolitaine dans laquelle la commune est exposée à un climat océanique altéré et est dans la région climatique Moyenne vallée de la Loire, caractérisée par une bonne insolation (1 850 h/an) et un été peu pluvieux.
Pour la période 1971-2000, la température annuelle moyenne est de 11,1 °C, avec une amplitude thermique annuelle de 14,5 °C. Le cumul annuel moyen de précipitations est de 690 mm, avec 10,9 jours de précipitations en janvier et 6,7 jours en juillet. Pour la période 1991-2020, la température moyenne annuelle observée sur la station météorologique de Météo-France la plus proche, sur la commune de Lye à 19 km à vol d'oiseau, est de 12,1 °C et le cumul annuel moyen de précipitations est de 673,1 mm,. Pour l'avenir, les paramètres climatiques de la commune estimés pour 2050 selon différents scénarios d'émission de gaz à effet de serre sont consultables sur un site dédié publié par Météo-France en novembre 2022.

### Milieux naturels et biodiversité
Aucun espace naturel présentant un intérêt patrimonial n'est recensé sur la commune dans l'inventaire national du patrimoine naturel,,.

## Urbanisme

### Typologie
Au 1er janvier 2024, Monthou-sur-Cher est catégorisée commune rurale à habitat dispersé, selon la nouvelle grille communale de densité à sept niveaux définie par l'Insee en 2022.
Elle est située hors unité urbaine. Par ailleurs la commune fait partie de l'aire d'attraction de Montrichard Val de Cher, dont elle est une commune de la couronne,. Cette aire, qui regroupe 7 communes, est catégorisée dans les aires de moins de 50 000 habitants,.

### Occupation des sols
L'occupation des sols est marquée par l'importance des espaces agricoles et naturels (100 %). La répartition détaillée ressortant de la base de données européenne d'occupation biophysique des sols Corine Land Cover millésimée 2012 est la suivante : 
terres arables (24,4 %), 
cultures permanentes (33,1 %), 
zones agricoles hétérogènes (14 %), 

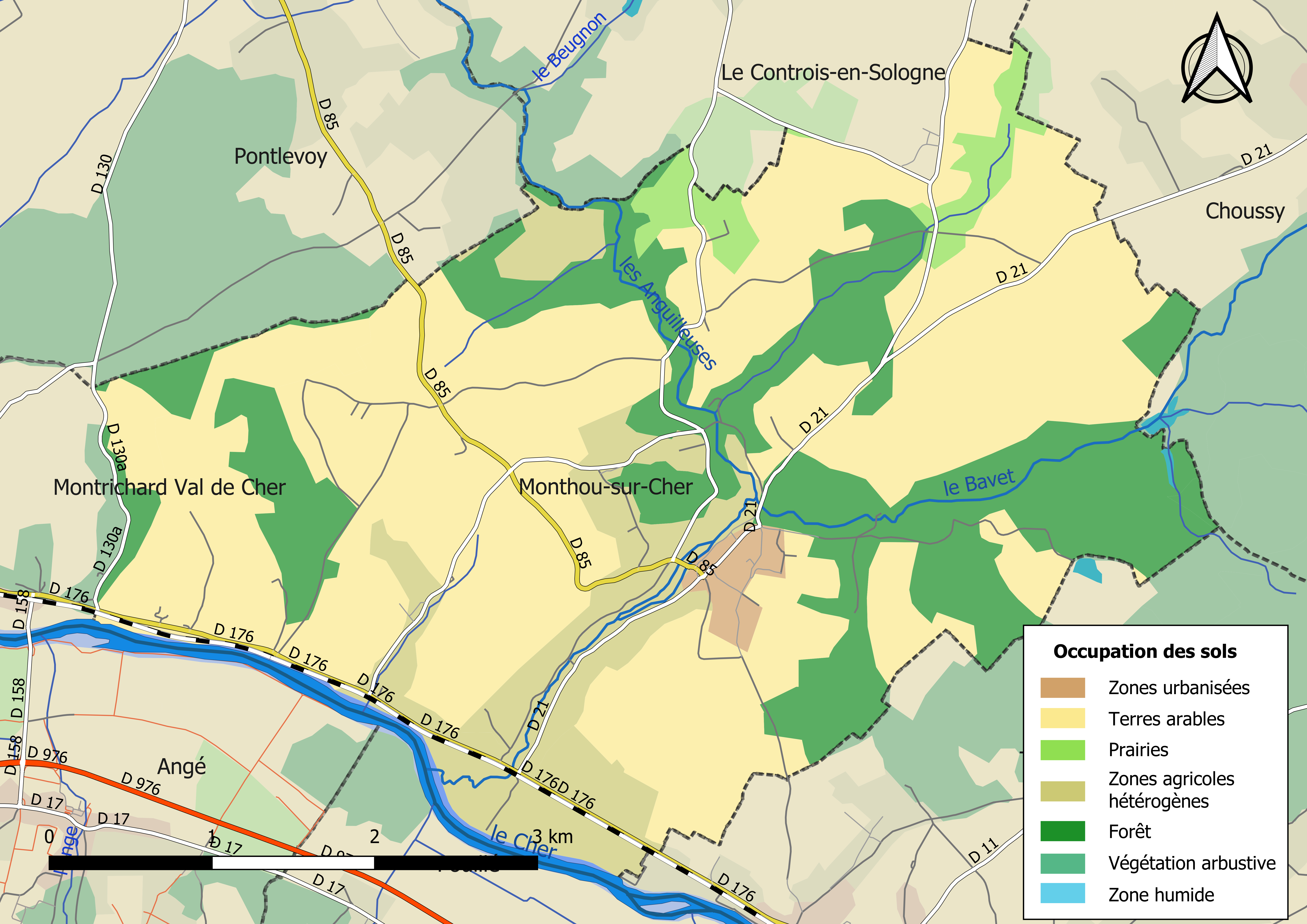
Carte des infrastructures et de l'occupation des sols de la commune en 2018 (CLC).

prairies (2,9 %), 
forêts (24,4 %), 
eaux continentales (1,1 %).

### Planification
En matière de planification, la commune disposait en 2017 d'un plan local d'urbanisme en révision. Par ailleurs, à la suite de la loi ALUR (loi pour l'accès au logement et un urbanisme rénové) de mars 2014, un plan local d'urbanisme intercommunal couvrant le territoire de la communauté de communes Val-de-Cher-Controis a été prescrit le 9 février 2015.

### Habitat et logement
Le tableau ci-dessous présente la typologie des logements à Monthou-sur-Cher en 2016 en comparaison avec celle du Loir-et-Cher et de la France entière. Une caractéristique marquante du parc de logements est ainsi une proportion de résidences secondaires et logements occasionnels (10,7 %) inférieure à celle du département (18 %) mais supérieure à celle de la France entière (9,6 %). Concernant le statut d'occupation de ces logements, 79,3 % des habitants de la commune sont propriétaires de leur logement (79,1 % en 2011), contre 68,1 % pour le Loir-et-Cher et 57,6 pour la France entière.
|                                                         | Monthou-sur-Cher | Loir-et-Cher | France entière |
| ------------------------------------------------------- | ---------------- | ------------ | -------------- |
| Résidences principales (en %)                           | 77,3             | 74,5         | 82,3           |
| Résidences secondaires et logements occasionnels (en %) | 10,7             | 18           | 9,6            |
| Logements vacants (en %)                                | 11,9             | 7,5          | 8,1            |

### Risques majeurs
Le territoire communal de Monthou-sur-Cher est vulnérable à différents aléas naturels : inondations (par débordement du Cher ou par ruissellement), climatiques (hiver exceptionnel ou canicule), feux de forêts, mouvements de terrains ou sismique (sismicité très faible). 
Il est également exposé à un risque technologique :  le transport de matières dangereuses,.

#### Risques naturels

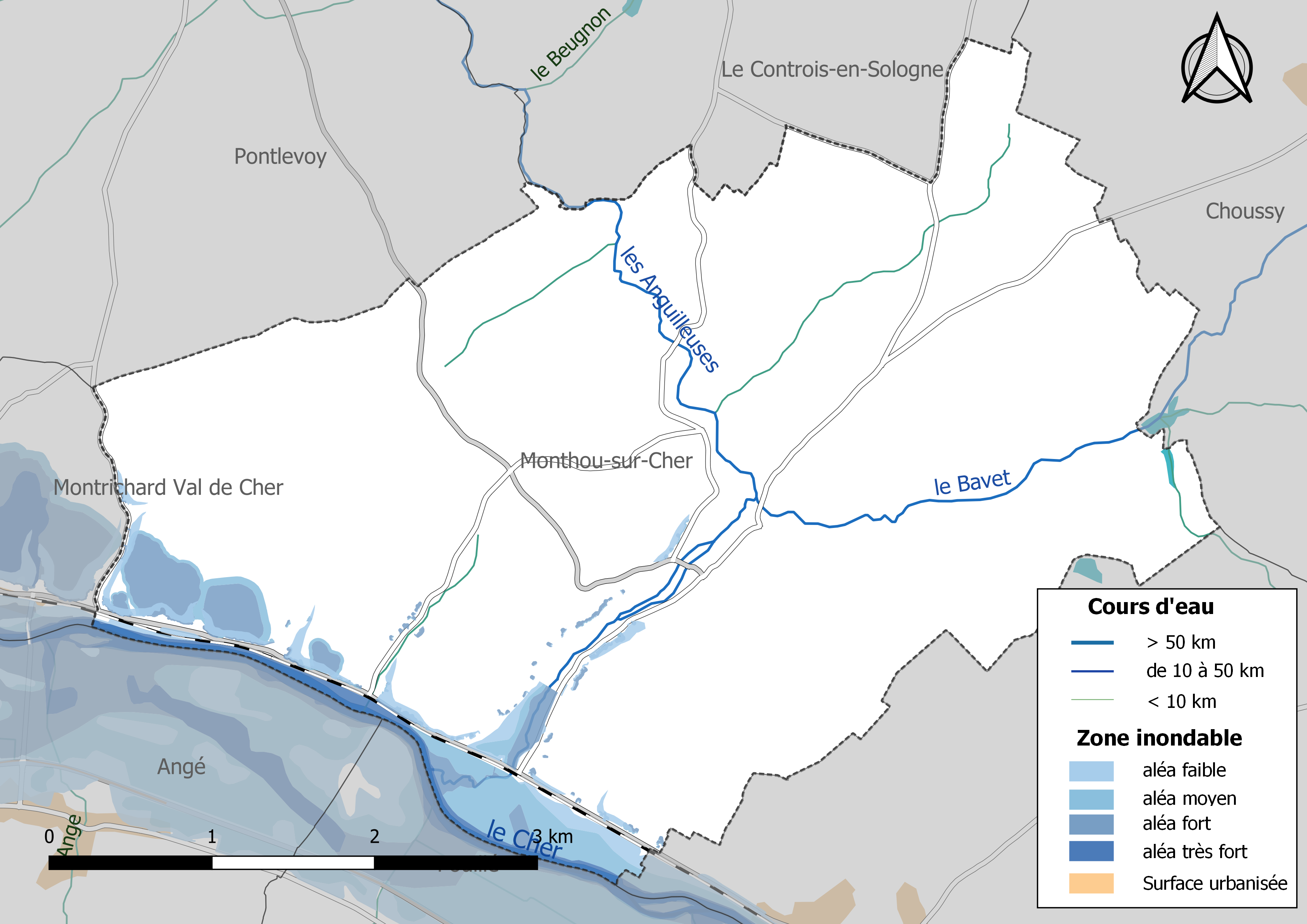
Zones inondables de la commune de Monthou-sur-Cher.

Les mouvements de terrains susceptibles de se produire sur la commune sont soit liés au retrait-gonflement des argiles, soit des chutes de blocs, soit des glissements de terrains, soit des effondrements liés à des cavités souterraines. Le phénomène de retrait-gonflement des argiles est la conséquence d'un changement d'humidité des sols argileux. Les argiles sont capables de fixer l'eau disponible mais aussi de la perdre en se rétractant en cas de sécheresse. Ce phénomène peut provoquer des dégâts très importants sur les constructions (fissures, déformations des ouvertures) pouvant rendre inhabitables certains locaux. La carte de zonage de cet aléa peut être consultée sur le site de l'observatoire national des risques naturels Georisques. Une autre carte permet de prendre connaissance des cavités souterraines localisées sur la commune.
Les crues du Cher sont moins importantes que celles de la Loire, mais elles peuvent provoquer des dégâts importants. Les crues historiques sont celles de 1856 (5 m à l'échelle de Noyers-sur-Cher), 1940 (4,03 m) et 1977 (3,58 m). Le débit maximal historique est de 1 560 m3/s et caractérise une crue de retour supérieur à cent ans pour Montrichard Val de Cher. Le risque d'inondation est pris en compte dans l'aménagement du territoire de la commune par le biais du Plan de prévention du risque inondation (PPRI) du Cher.

#### Risques technologiques
Le risque de transport de marchandises dangereuses sur la commune est lié à sa traversée par une canalisation de transport de gaz et une infrastructure ferroviaire. Un accident se produisant sur de telles infrastructures est en effet susceptible d'avoir des effets graves au bâti ou aux personnes jusqu'à 350 m, selon la nature du matériau transporté. Des dispositions d'urbanisme peuvent être préconisées en conséquence.

## Histoire

### Antiquité

Tasciaca dans la civitas des Turones '.

Il n'existe pas de ville romaine dans le département de Loir-et-Cher par contre de multiples bourgs aux fonctions diverses ont été très actifs sous la période romaine. C'est en particulier le cas de Monthou-sur-Cher, qui a appartenu à un vicus, c'est-à-dire une agglomération secondaire, dénommé Tasciaca. Le nom de Tasciaca apparaît sur la table de Peutinger et désigne une étape sur l'itinéraire d'Avaricum (Bourges) à Caesarodunum (Tours). L'agglomération, à la limite des civitates des Turons, des Carnutes et des Bituriges Cubes, semble se développer dès le début de notre ère ; elle est très active sous le Haut-Empire avec une importante production de céramique commune, de verrerie et d'objets métalliques avant de décliner à partir du IIIe siècle, sans toutefois être totalement délaissée sous les Mérovingiens.

Emprise connue du site de Tasciaca reportée sur un plan moderne.

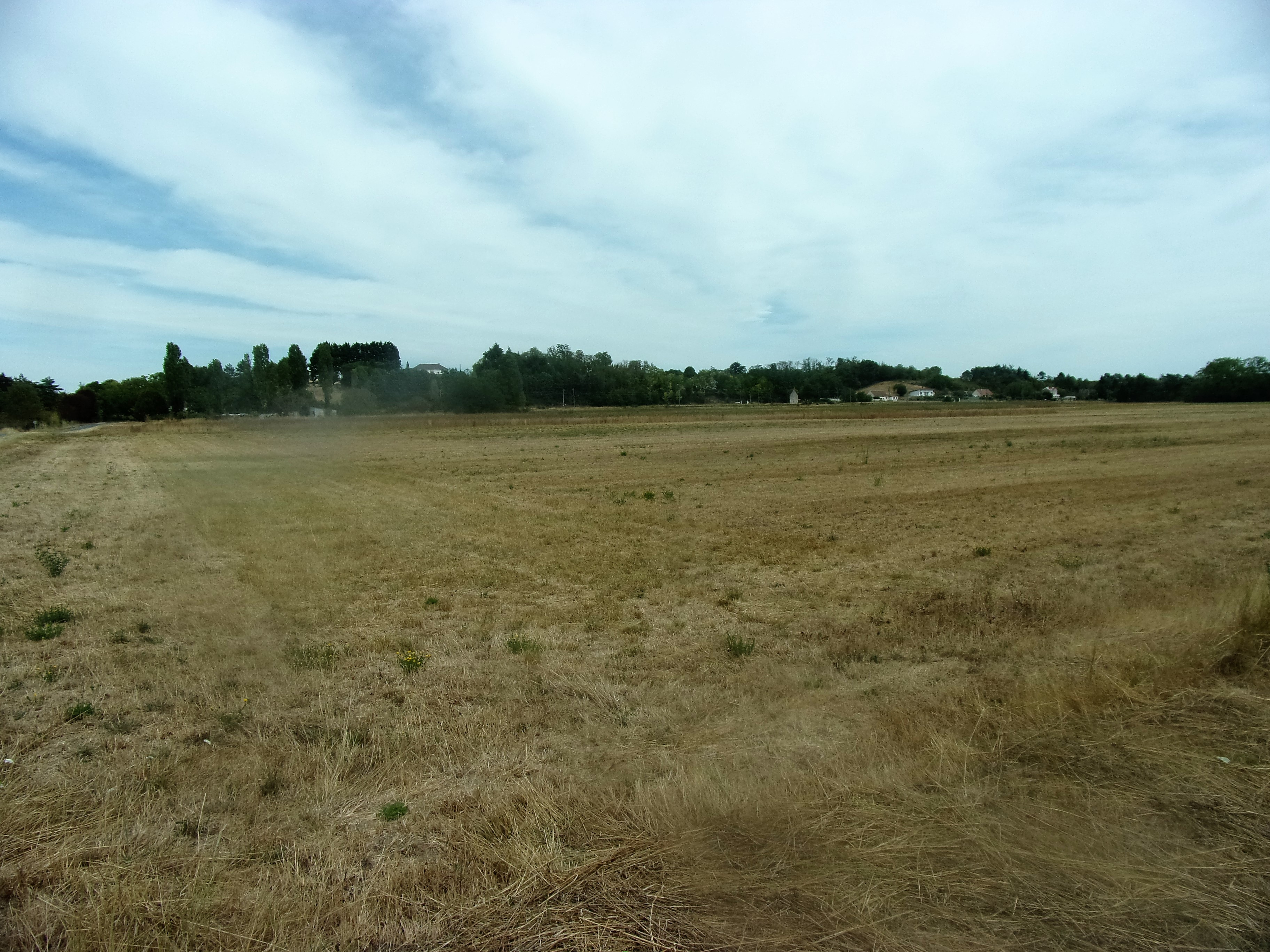
Le site du Moulin du Ru à Monthou-sur-Cher.

Louis de La Saussaye signale en effet, au lieu-dit le Moulin du Ru, après des fouilles réalisées entre 1830 et 1840, tout un ensemble de structures qu'il attribue « à une localité de quelque importance » ou à « la villa d'un habitant de l'antique Thésée ». Ces vestiges sont également signalés lors d'une visite sur place d'archéologues et d'érudits en 1853. La construction de la route royale de Tours à Vierzon, devenue la D 976 (1834), celle de la ligne de chemin de fer de Vierzon à Saint-Pierre-des-Corps (1869) et le relèvement général du sol dans le secteur pour prévenir les effets des crues (fin du XIXe siècle) remodèlent fortement le site. Les anciens apports de limons par les crues, les remembrements ainsi que le creusement puis le comblement d'un bassin de pisciculture ont contribué à bouleverser les sols de ce secteur, qui est de plus largement boisé à l'époque contemporaine.
C'est le programme d'investigations initié en 2003 sur une large zone géographique qui met en évidence trois ensembles de structures — aucun vestige n'en est visible au sol — sur une superficie totale d'environ 13 ha. Le premier, difficilement lisible, pourrait correspondre à plusieurs bâtiments juxtaposés ou un seul compartimenté. Au nord de cet ensemble deux traces linéaires parallèles suggèrent la présence d'une voie, peut-être Bourges-Tours. Le second ensemble montre un grand bâtiment cloisonné d'au moins 100 × 30 m dont l'une des pièces était peut-être le foyer de thermes. Le troisième et dernier ensemble pourrait correspondre à l'emprise d'un fanum. Un important mobilier (céramique, verre, objets métalliques) est retrouvé sur l'ensemble du site ; ces objets sont datés de l'époque gauloise jusqu'au début du IVe siècle. Enfin, de grands blocs de mortier (briques concassées et ciment de liaison) en remploi dans des constructions modernes peuvent être d'origine antique. L'ensemble de ces vestiges pourrait correspondre à un hameau situé entre la voie romaine et le Cher, bien que les bâtiments ne semblent pas orientés sur la voie, comme c'est généralement le cas. La présence du possible quai antique, entre le Moulin du Ru et les Mazelles, établit une continuité géographique de l'occupation de ce secteur.

### Révolution française et Empire

#### Nouvelle organisation territoriale
Le décret de l'Assemblée nationale du 12 novembre 1789 décrète qu'« il y aura une municipalité dans chaque ville, bourg, paroisse ou communauté de campagne », mais ce n'est qu'avec le décret de la Convention nationale du 10 brumaire an II (31 octobre 1793) que la paroisse de Monthou-sur-Cher devient formellement « commune de Monthou-sur-Cher »,.
En 1790, dans le cadre de la création des départements, la municipalité est rattachée au canton de Montrichard et au district de Saint Aignan. Les cantons sont supprimés, en tant que découpage administratif, par une loi du 26 juin 1793, et ne conservent qu'un rôle électoral, permettant l'élection des électeurs du second degré chargés de désigner les députés,. La Constitution du 5 fructidor an III, appliquée à partir de vendémiaire an IV (1795) supprime les districts, considérés comme des rouages administratifs liés à la Terreur, mais maintient les cantons qui acquièrent dès lors plus d'importance en retrouvant une fonction administrative. Enfin, sous le Consulat, un redécoupage territorial visant à réduire le nombre de justices de paix ramène le nombre de cantons en Loir-et-Cher de 33 à 24. Monthou-sur-Cher est alors rattachée au canton de Montrichard et à l'Arrondissement de Blois par arrêté du 5 vendémiaire an X (26 septembre 1801),,. Cette organisation va rester inchangée pendant près de 150 ans.

## Politique et administration

### Découpage territorial
La commune de Monthou-sur-Cher est membre de la communauté de communes Val-de-Cher-Controis, un établissement public de coopération intercommunale (EPCI) à fiscalité propre créé le 1er janvier 2017.
Elle est rattachée sur le plan administratif à l'arrondissement de Romorantin-Lanthenay, au département de Loir-et-Cher et à la région Centre-Val de Loire, en tant que circonscriptions administratives. Sur le plan électoral, elle est rattachée au canton de Montrichard depuis 2015 pour l'élection des conseillers départementaux et à la Première circonscription de Loir-et-Cher pour les élections législatives.

### Politique et administration municipale

#### Conseil municipal et maire
Le conseil municipal de Monthou-sur-Cher, commune de moins de 1 000 habitants, est élu au scrutin majoritaire plurinominal avec listes ouvertes et panachage. Compte tenu de la population communale, le nombre de sièges au conseil municipal est de 15. Le maire, à la fois agent de l'État et exécutif de la commune en tant que collectivité territoriale, est élu par le conseil municipal au scrutin secret lors de la première réunion du conseil suivant les élections municipales, pour un mandat de six ans, c'est-à-dire pour la durée du mandat du conseil.
| Période                                  | Période  | Identité                | Étiquette | Qualité                                   |
| ---------------------------------------- | -------- | ----------------------- | --------- | ----------------------------------------- |
| mars 2014                                | En cours | Jean-François Marinier, | DVD       | Ingénieur ou cadre technique d'entreprise |
| Les données manquantes sont à compléter. |          |                         |           |                                           |

## Équipements et services

### Eau et assainissement
L'organisation de la distribution de l'eau potable, de la collecte et du traitement des eaux usées et pluviales relève des communes. La compétence eau et assainissement des communes est un service public industriel et commercial (SPIC).

#### Assainissement des eaux usées
En 2019, la gestion du service d'assainissement collectif de la commune de Monthou-sur-Cher est assurée par le syndicat Intercommunal d'Assainissement de l'Agglomération de Montrichard qui a le statut de régie à autonomie financière.
Une station de traitement des eaux usées est en service au 1er janvier 2019 sur le territoire communal : 
« Piffaudiere », un équipement utilisant la technique par décantation et lagunage naturel, dont la capacité est de 400 EH.

### Sécurité, justice et secours
La sécurité de la commune est assurée par la brigade de gendarmerie de Montrichard-Val-de-Cher qui dépend du groupement de gendarmerie départementale de Loir-et-Cher installé à Blois.
En matière de justice, Monthou-sur-Cher relève du conseil de prud'hommes de Blois, de la Cour d'appel d'Orléans (juridiction de Blois), de la Cour d'assises de Loir-et-Cher, du tribunal administratif de Blois, du tribunal de commerce de Blois et du tribunal judiciaire de Blois.

## Population et société

### Démographie

#### Évolution démographique
L'évolution du nombre d'habitants est connue à travers les recensements de la population effectués dans la commune depuis 1793. Pour les communes de moins de 10 000 habitants, une enquête de recensement portant sur toute la population est réalisée tous les cinq ans, les populations de référence des années intermédiaires étant quant à elles estimées par interpolation ou extrapolation. Pour la commune, le premier recensement exhaustif entrant dans le cadre du nouveau dispositif a été réalisé en 2004.

En 2022, la commune comptait 993 habitants, en évolution de +2,37 % par rapport à 2016 (Loir-et-Cher : −1,15 %, France hors Mayotte : +2,11 %).
| 1793 | 1800 | 1806 | 1821 | 1831  | 1836  | 1841  | 1846  | 1851  |
| ---- | ---- | ---- | ---- | ----- | ----- | ----- | ----- | ----- |
| 801  | 775  | 921  | 982  | 1 071 | 1 200 | 1 239 | 1 308 | 1 413 |

| 1856  | 1861  | 1866  | 1872  | 1876  | 1881  | 1886  | 1891  | 1896  |
| ----- | ----- | ----- | ----- | ----- | ----- | ----- | ----- | ----- |
| 1 140 | 1 170 | 1 231 | 1 205 | 1 206 | 1 223 | 1 238 | 1 191 | 1 171 |

| 1901  | 1906  | 1911  | 1921  | 1926 | 1931 | 1936 | 1946 | 1954 |
| ----- | ----- | ----- | ----- | ---- | ---- | ---- | ---- | ---- |
| 1 152 | 1 185 | 1 130 | 1 007 | 980  | 953  | 946  | 927  | 924  |

| 1962 | 1968 | 1975 | 1982 | 1990 | 1999 | 2004 | 2006 | 2009 |
| ---- | ---- | ---- | ---- | ---- | ---- | ---- | ---- | ---- |
| 898  | 836  | 805  | 850  | 867  | 902  | 932  | 933  | 956  |

| 2014 | 2019 | 2022 | - | - | - | - | - | - |
| ---- | ---- | ---- | - | - | - | - | - | - |
| 973  | 959  | 993  | - | - | - | - | - | - |

#### Pyramide des âges
La population de la commune est relativement âgée.
En 2018, le taux de personnes d'un âge inférieur à 30 ans s'élève à 28,5 %, soit en dessous de la moyenne départementale (31,3 %). À l'inverse, le taux de personnes d'âge supérieur à 60 ans est de 32,4 % la même année, alors qu'il est de 31,6 % au niveau départemental.
En 2018, la commune comptait 482 hommes pour 479 femmes, soit un taux de 50,16 % d'hommes, légèrement supérieur au taux départemental (48,55 %).
Les pyramides des âges de la commune et du département s'établissent comme suit.
| Hommes | Classe d’âge | Femmes |
| ------ | ------------ | ------ |
| 1,0    | 90 ou +      | 3,6    |
| 7,5    | 75-89 ans    | 10,0   |
| 21,8   | 60-74 ans    | 20,7   |
| 21,0   | 45-59 ans    | 21,3   |
| 19,3   | 30-44 ans    | 16,7   |
| 11,2   | 15-29 ans    | 11,1   |
| 18,1   | 0-14 ans     | 16,5   |

| Hommes | Classe d’âge | Femmes |
| ------ | ------------ | ------ |
| 1,1    | 90 ou +      | 2,6    |
| 9,2    | 75-89 ans    | 11,9   |
| 19,7   | 60-74 ans    | 20,4   |
| 20,7   | 45-59 ans    | 20     |
| 16,5   | 30-44 ans    | 16,2   |
| 15,2   | 15-29 ans    | 13,2   |
| 17,6   | 0-14 ans     | 15,7   |

## Économie

### Secteurs d'activité
Le tableau ci-dessous détaille le nombre d'entreprises implantées à Monthou-sur-Cher selon leur secteur d'activité et le nombre de leurs salariés :
|                                                              | total | % com (% dep) | 0 salarié | 1 à 9 salarié(s) | 10 à 19 salariés | 20 à 49 salariés | 50 salariés ou plus |
| ------------------------------------------------------------ | ----- | ------------- | --------- | ---------------- | ---------------- | ---------------- | ------------------- |
| Ensemble                                                     | 84    | 100,0 (100)   | 64        | 18               | 0                | 0                | 2                   |
| Agriculture, sylviculture et pêche                           | 15    | 17,9 (11,8)   | 9         | 6                | 0                | 0                | 0                   |
| Industrie                                                    | 5     | 6,0 (6,5)     | 2         | 2                | 0                | 0                | 1                   |
| Construction                                                 | 8     | 9,5 (10,3)    | 6         | 2                | 0                | 0                | 0                   |
| Commerce, transports, services divers                        | 50    | 59,5 (57,9)   | 43        | 6                | 0                | 0                | 1                   |
| dont commerce et réparation automobile                       | 14    | 16,7 (17,5)   | 12        | 2                | 0                | 0                | 0                   |
| Administration publique, enseignement, santé, action sociale | 6     | 7,1 (13,5)    | 4         | 2                | 0                | 0                | 0                   |
| Champ : ensemble des activités.                              |       |               |           |                  |                  |                  |                     |

Le secteur du commerce, transports et services divers est prépondérant sur la commune (50 entreprises sur 84) néanmoins le secteur agricole reste important puisqu'en proportions (17,9 %), il est plus important qu'au niveau départemental (11,8 %).
Sur les 84 entreprises implantées à Monthou-sur-Cher en 2016, 64 ne font appel à aucun salarié, 18 comptent 1 à 9 salariés,
Au 1er juillet 2017, la commune est classée en zone de revitalisation rurale (ZRR), un dispositif visant à aider le développement des territoires ruraux principalement à travers des mesures fiscales et sociales. Des mesures spécifiques en faveur du développement économique s'y appliquent également

### Agriculture
En 2010, l'orientation technico-économique de l'agriculture sur la commune est la viticulture (appellation et autre). Le département a perdu près d'un quart de ses exploitations en 10 ans, entre 2000 et 2010 (c'est le département de la région Centre-Val de Loire qui en compte le moins). Cette tendance se retrouve également au niveau de la commune où le nombre d'exploitations est passé de 51 en 1988 à 48 en 2000 puis à 25 en 2010. Parallèlement, la taille de ces exploitations augmente, passant de 16 ha en 1988 à 38 ha en 2010. 
Le tableau ci-dessous présente les principales caractéristiques des exploitations agricoles de Monthou-sur-Cher, observées sur une période de 22 ans : 
|                                      | 1988                 | 2000                 | 2010                 |
| Dimension économique                 | Dimension économique | Dimension économique | Dimension économique |
| ------------------------------------ | -------------------- | -------------------- | -------------------- |
| Nombre d'exploitations (u)           | 51                   | 48                   | 25                   |
| Travail (UTA)                        | 73                   | 52                   | 33                   |
| Surface agricole utilisée (ha)       | 806                  | 958                  | 962                  |
| Cultures                             |                      |                      |                      |
| Terres labourables (ha)              | 572                  | 720                  | 750                  |
| Céréales (ha)                        | 357                  | 492                  | 437                  |
| dont blé tendre (ha)                 | 165                  | 237                  | 424                  |
| dont maïs-grain et maïs-semence (ha) | 114                  | s                    |                      |
| Tournesol (ha)                       | 61                   | 67                   | 155                  |
| Colza et navette (ha)                | 36                   | s                    | s                    |
| Élevage                              |                      |                      |                      |
| Cheptel (UGBTA)                      | 40                   | 24                   | 5                    |

.

#### Produits labellisés
La commune de Monthou-sur-Cher est située dans l'aire de l'appellation d'origine protégée (AOP)  de cinq produits : deux fromages (le Sainte-maure-de-touraine et le Selles-sur-cher) et trois vins (le crémant-de-loire, le rosé-de-loire et le Touraine).
Le territoire de la commune est également intégré aux aires de productions de divers produits bénéficiant d'une indication géographique protégée (IGP) : les rillettes de Tours, le vin Val-de-loire et les volailles de l’Orléanais,.

Quelques produits labellisés de Monthou-sur-Cher.
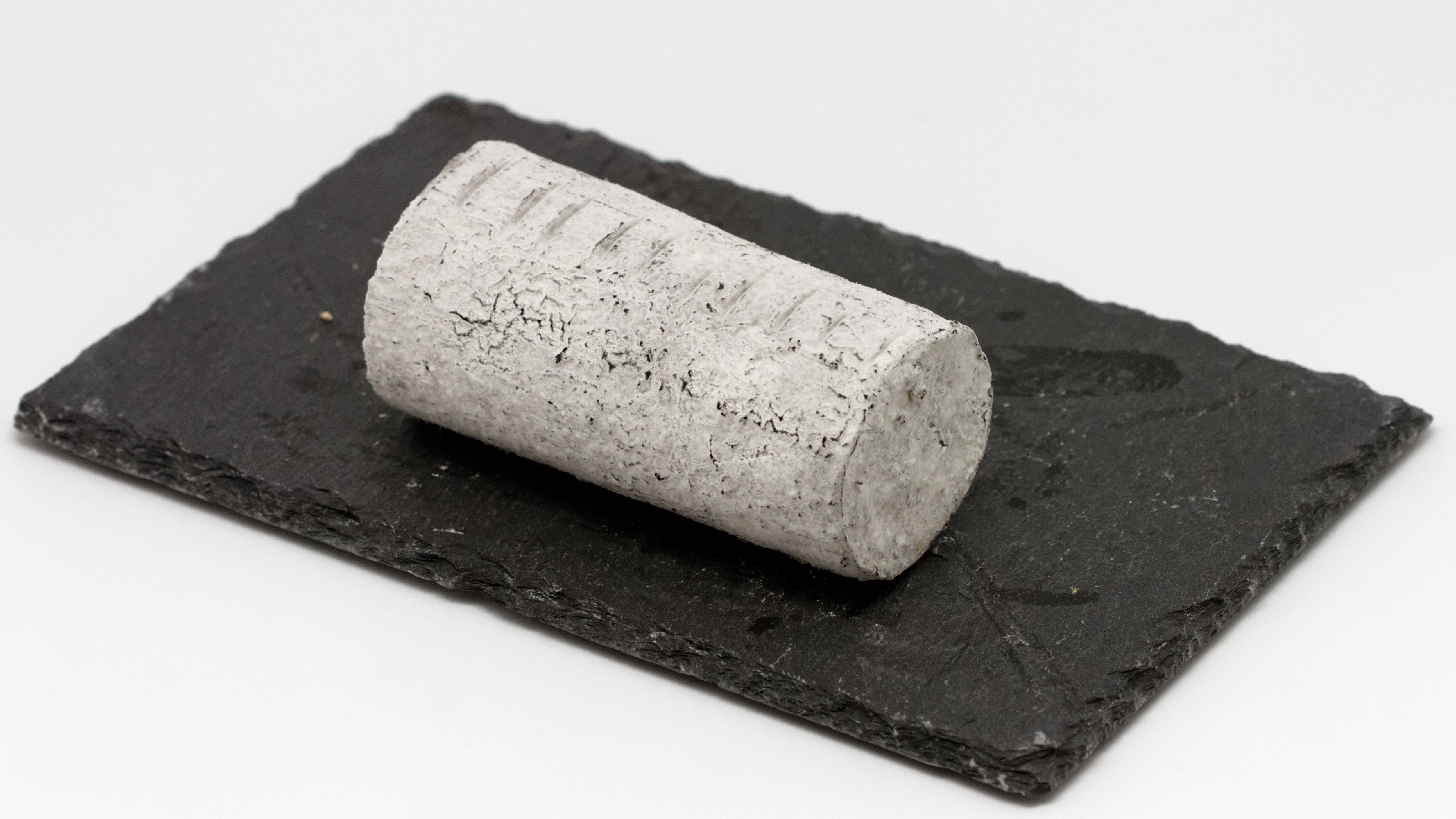
Sainte-maure-de-touraine.
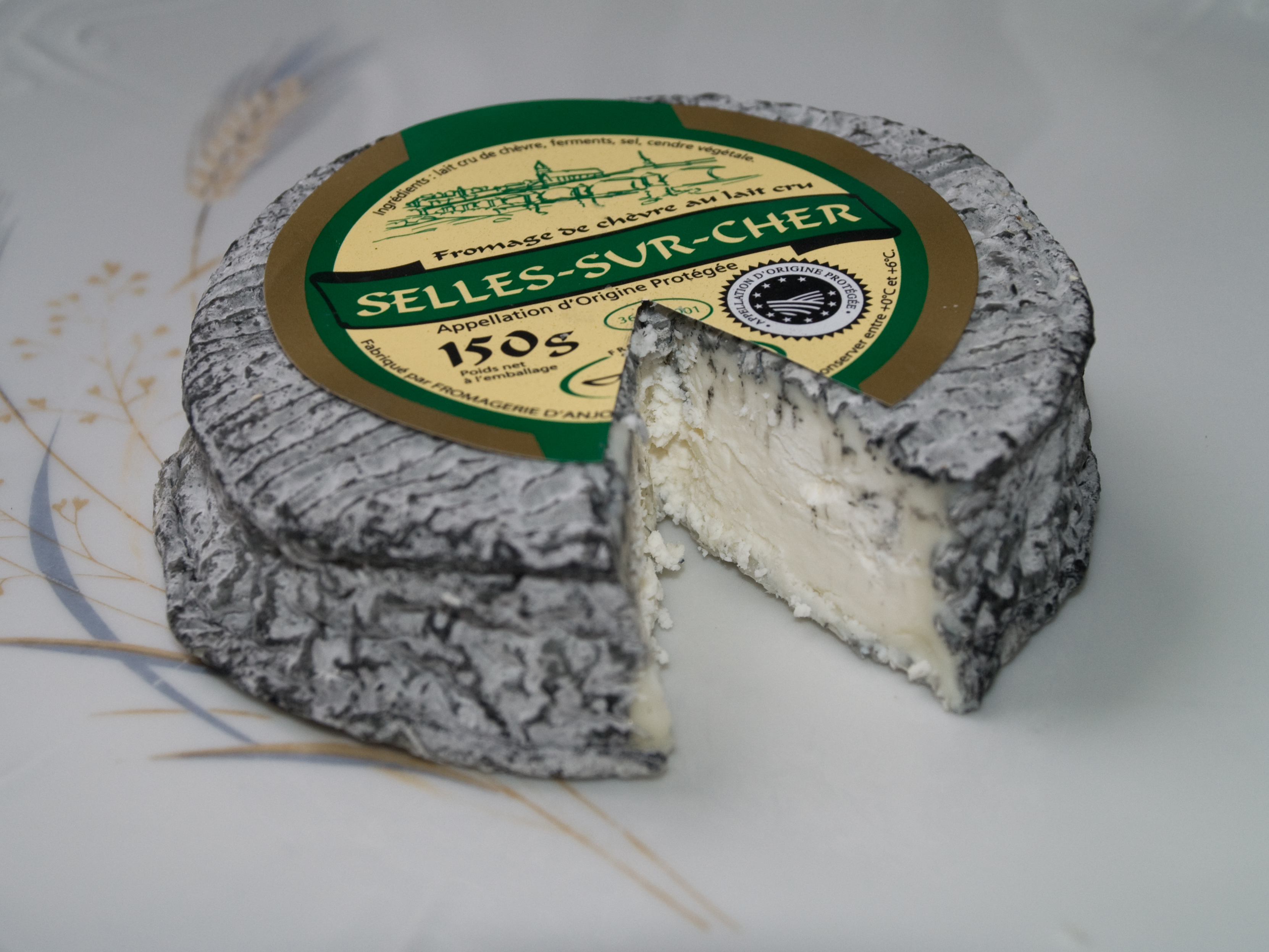
Selles-sur-cher.
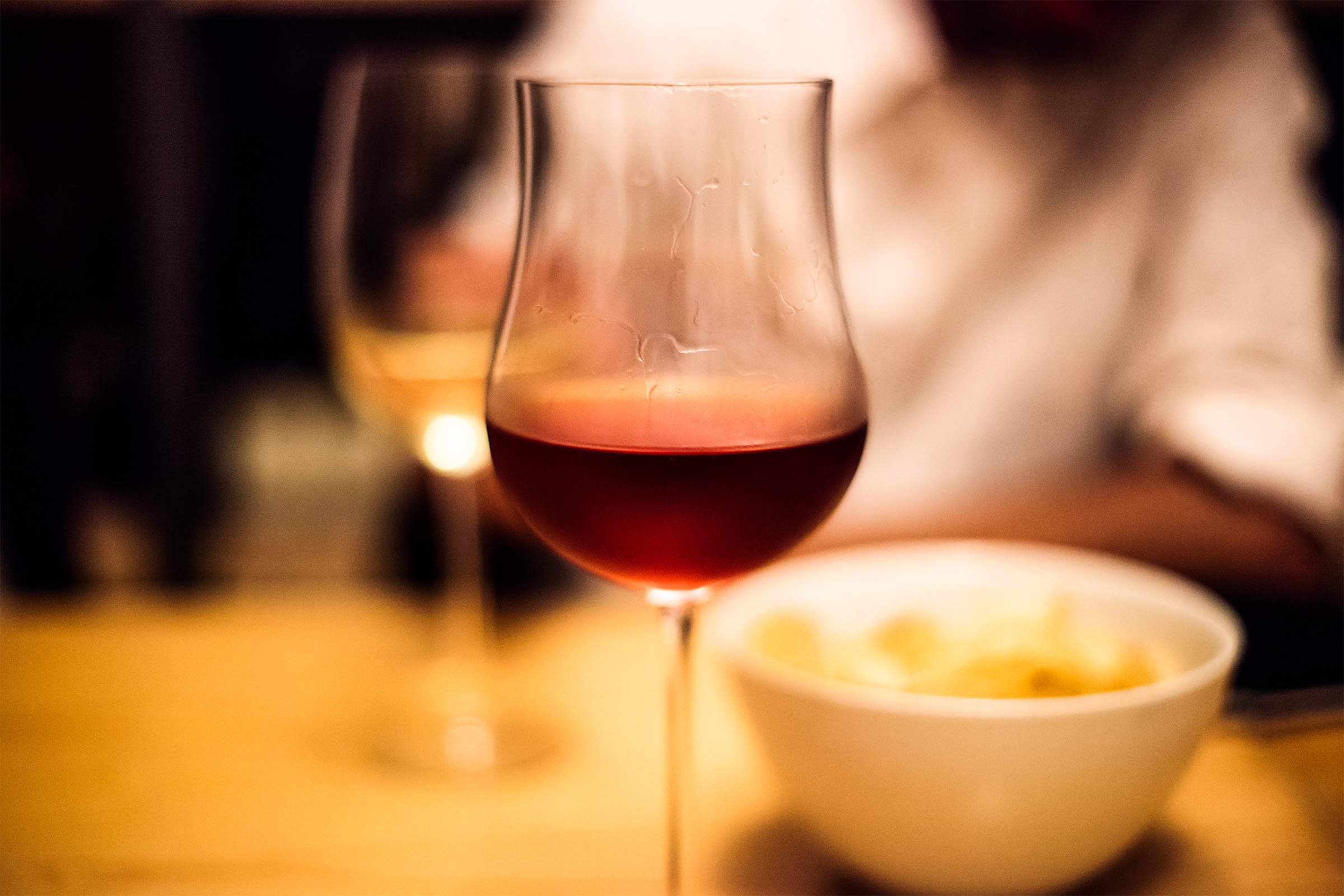
Touraine rouge.

## Culture et patrimoine

### Lieux et monuments
- Polissoirs de la Crémaillère : groupe de deux polissoirs situés près du ruisseau des Anguilleuses.
- Le château du Gué-Péan, à 2 kilomètres du centre du village, a été construit sur les restes d'une ancienne forteresse féodale. De cette époque, il reste les tours. Le reste du château fut rebâti et modifié à partir de la première moitié du XVIe siècle.
- L'église Saint-Cyr date des XIe et XIIIe siècles.

#### Ouvrages consacrés à l'agglomération antique de Tasciaca
- Ouvrage collectif, Fouilles et méthodes archéologiques en Loir-et-Cher : Thésée-la-Romaine et Pouillé, château de Blois, 4 décembre 1982-20 janvier 1983, exposition réalisée avec le concours de l'Université de Paris-Sorbonne, Blois, Conservation du château et des musées de Blois, 1982, 136 p.
- Ouvrage collectif, Le site archéologique de Thésée-Pouillé. Les fours de potiers de Tasciaca, Thésée, Les amis du musée de Thésée-Pouillé, 1998, 17 p.
- Jacqueline Cadalen-Lesieur, « Thésée-Pouillé (Loir-et-Cher), l'agglomération antique », dans Élizabeth Zadora-Rio (dir.), Atlas Archéologique de Touraine : 53e supplément à la Revue archéologique du Centre de la France, Tours, FERACF, 2014 (lire en ligne [PDF]).
- Jacqueline Cadalen-Lesieur (dir.), « Nouvelle approche de l'agglomération antique de Tasciaca (Thésée, Pouillé, Monthou-sur-Cher, Loir-et-Cher) », dans Christian Cribellier (dir.), Agglomérations secondaires antiques en région Centre-Val de Loire (Volume 4) : 64e supplément à la Revue archéologique du Centre de la France, Tours, FERACF, 2016, 164 p. (ISBN 978-2-9132-7250-7), p. 9-99.

#### Autres ouvrages
- Michel Provost, Carte archéologique de la Gaule : Le Loir-et-Cher, Paris, Académie des inscriptions et belles-lettres, 1988, 159 p. (ISBN 2-87754-003-0)
- Christian Poitou, Paroisses et communes de France : Loir-et-Cher, Paris, CNRS Editions, 1997, 591 p. (ISBN 2-271-05482-6)
- Stéphane Gendron, Les noms de lieux du Centre, Paris, éditions Bonneton, 1998, 232 p. (ISBN 978-2-86253-226-4).
- Claude Motte, Isabelle Séguy & Christine Théré, avec la collaboration de Dominique Tixier-Basse, Communes d'hier, communes d'aujourd'hui : Les communes de la France métropolitaine, 1801-2001. Dictionnaire d'histoire administrative, Paris, Institut National d'Études Démographiques,, 2003, 408 p. (ISBN 978-2-7332-1028-4, lire en ligne)